# 헤이마켓 사건
헤이마켓 사건(영어: Haymarket affair) 또는 헤이마켓 폭동(영어: Haymarket riot)은 1886년 5월 4일, 미국 일리노이주 시카고 시의 헤이마켓 광장에서 진행된 노동시위 와중에 벌어진 폭탄투척 사건과 그 결과 일어난 폭력사태이다. 애당초 시위는 그 전날 경찰에게 살해당한 노동자들을 추모하고 8시간 노동제를 요구하는 파업 참여 노동자들의 지지를 받는 평화 행진으로 시작되었다. 그런데 경찰이 그들을 해산시키려 하자 신원불명의 누군가 다이너마이트를 경찰 쪽으로 던졌다. 폭탄 폭발과 뒤이은 발포로 인하여 경찰 일곱 명과 민간인 네 명 이상이 죽었고, 숱한 사람이 부상을 입었다.
이후 무정부주의자 여덟 명이 음모 혐의로 체포되었다. 기소 증거는 피고 중 한 명이 폭탄을 만들었을 수 있다는 것 뿐이었고, 실제 그들 여덟 명 중 아무도 폭탄을 던지지 않았다. 피고 중 일곱 명에게는 사형이, 나머지 한 명에게는 징역 15년이 선고되었다. 사형수 중 두 명은 일리노이 주지사 리처드 오글스비가 종신형으로 감형해 주었고, 한 명은 교수대로 끌려가기 전에 자살했다. 나머지 네 명은 1887년 11월 11일 교수형에 처해졌다. 1893년 신임 일리노이 주지사 존 피터 올트겔드는 그때까지 살아있던 피고들을 모두 사면하고 재판을 비난했다.
헤이마켓의 순교자중의 한명이자 독일계 이주노동자인 아나키스트 아우구스트 스피-스(August Spies)는 그의 재판에서 다음과 같이 언급하기도 했다.
| “ | 우리를 목매달음으로써 노동운동을 짓밟을 수 있다고 생각한다면, 궁핍과 고통 속에서 고된 노동을 하면서도 해방을 고대하는 수백만 임금 노예의 노동운동을 짓밟을 수 있다고 생각한다면 우릴 처형하라! 당신들은 지금 불꽃 하나를 밟아 끄고 있지만, 여기 저기서, 당신들 뒤와 앞에서 어디서든 불꽃은 다시 피어오를 것이다. 이것은 지하에서 타오르는 불길이다. 당신들이 밟고 있는 대지 자체가 불타올라, 결코 꺼지지 않을 것이다. | ” |

헤이마켓 사건은 국제노동절의 유래가 된 중요 사건으로 생각된다. 사건 발생 장소는 1992년 시카고 시장이 결정하는 사적지(Landmark)로 지정되었고, 2004년 그 자리에 조각상이 설치되었다. 또한 억울하게 사형당한 이들의 무덤에 헤이마켓 순교자 기념물이 세워졌고 1997년 역사기념물로 지정되었다.
노동연구가 William J. Adelman 교수에 따르면, “일리노이 주는 물론, 미국을 넘어, 전 세계 역사상 시카고 헤이마켓 사건보다 노동사에 더 큰 영향을 미친 단일 사건은 없었다. 사건은 1886년 5월 4일의 시위로 시작되었으나, 그 결과는 지금 오늘날에도 여전히 느낄 수 있다. 헤이마켓 시위는 미국의 역사 교과서들에 실려 있지만, 그 중 사건을 정확하게 서술하거나 그 중요성을 포착한 사례는 거의 없다.”

## 같이 보기
- 제1차 적색공포
- 노동절
- 사코와 반제티
- 월스트리트 폭탄 테러
- 아르헨티노스 주니어스